# Charles Auguste Herbé
Pour les articles homonymes, voir Herbé.
Charles Auguste Herbé né à Reims le 17 août 1801 (29 thermidor an IX) et mort dans même ville le 30 septembre 1884 est un peintre et historien de l'art français.

## Biographie

### Période rémoise
Charles-Auguste Herbé est né à Reims, rue Saint-Symphorien, le 17 août 1801, dans une famille rémoise d’origine modeste : son grand-père, Jacques Herbé, tissait à la main des couvertures de laine que ses enfants cardaient avec des chardons. Son père était receveur d’octroi à Reims à la porte de Paris.
Il manifeste très tôt un goût marqué pour le dessin. Après ses études au collège des Bons-Enfants, son père le place chez un fondeur de cuivre, qui fabrique des ornements d’église. Il reste peu de temps, car ce métier se révèle trop fatigant pour lui, et il entre, comme dessinateur aux filatures des Longuaux.

### Période  parisienne
Très vite, Charles Auguste Herbé réussira à convaincre ses parents de le laisser tenter une carrière d’artiste, et de le laisser partir pour Paris, où il trouvera un  travail chez un fondeur d’ornements et de bronze brut. Il consacrera toutes ses heures de liberté au musée du Louvre et aux bibliothèques, où il copie et étudie les maîtres.
Dès cette époque, il s’intéresse aux grandes scènes historiques remises à la mode par la restauration de 1815. Il se passionne pour l’évolution et la variété des costumes et vêtements dont il cherche à situer tous les changements depuis le Moyen Âge. C’est à l’occasion de ses efforts pour publier un recueil sur le costume qu’il sera remarqué par le peintre Nicolas-Toussaint Charlet (1792-1845), élève du baron Gros (1771-1835), le peintre bien connu des batailles de Napoléon Ier.
Avec Charlet, puis Auguste Raffet (1804-1860), il étudiera et approfondira le procédé de la lithographie. Ces deux peintres le prennent en amitié et le font entrer dans l’atelier de Gros.
Il en vient ainsi à s’intéresser plus encore à la peinture d’histoire mais, à l’inverse de son maître, il s’attache aux siècles précédents, plutôt qu’aux événements de son époque.
À Paris, Herbé habite au 9, rue Mazarine, tout proche du Louvre et du Palais-Royal, un quartier d’élection pour un artiste. Il travaille beaucoup et, de 1832 à 1841, il expose régulièrement au Salon. Beaucoup de ses œuvres ont disparu, notamment pendant la Première Guerre mondiale. L’une de celles-ci, son tableau, Les échevins de Reims défendant devant Louis IX les droits de la commune contre les prétentions de leur archevêque Thomas de Beaumetz, lui vaut une médaille d'or.
Très estimé des milieux artistiques, il devient président de la Commission des beaux-arts. Il poursuit également une carrière littéraire.
Il publie à ses frais un Recueil des costumes français, civils, militaires et religieux, ouvrage comportant une centaine de planches lithographiques coloriées. L’année suivante, il part  en Italie, suivant ainsi la tradition du Grand Tour.
À son retour, il publie deux ouvrages : un Traité physiognomonique de la tête avec 26 lithographies, et une Histoire des Beaux-Arts, dont il confie la gravure sur acier de ses illustration à Auguste Garnier (1806-1879).
Au Salon de 1841, il expose une seule toile, L'Éducation de François Ier, car sur les instances du député de la Marne Jean Nicolas Houzeau-Muiron et du sous-préfet de Reims Charles Poisson, il décide de revenir dans sa ville natale.

### Retour à Reims

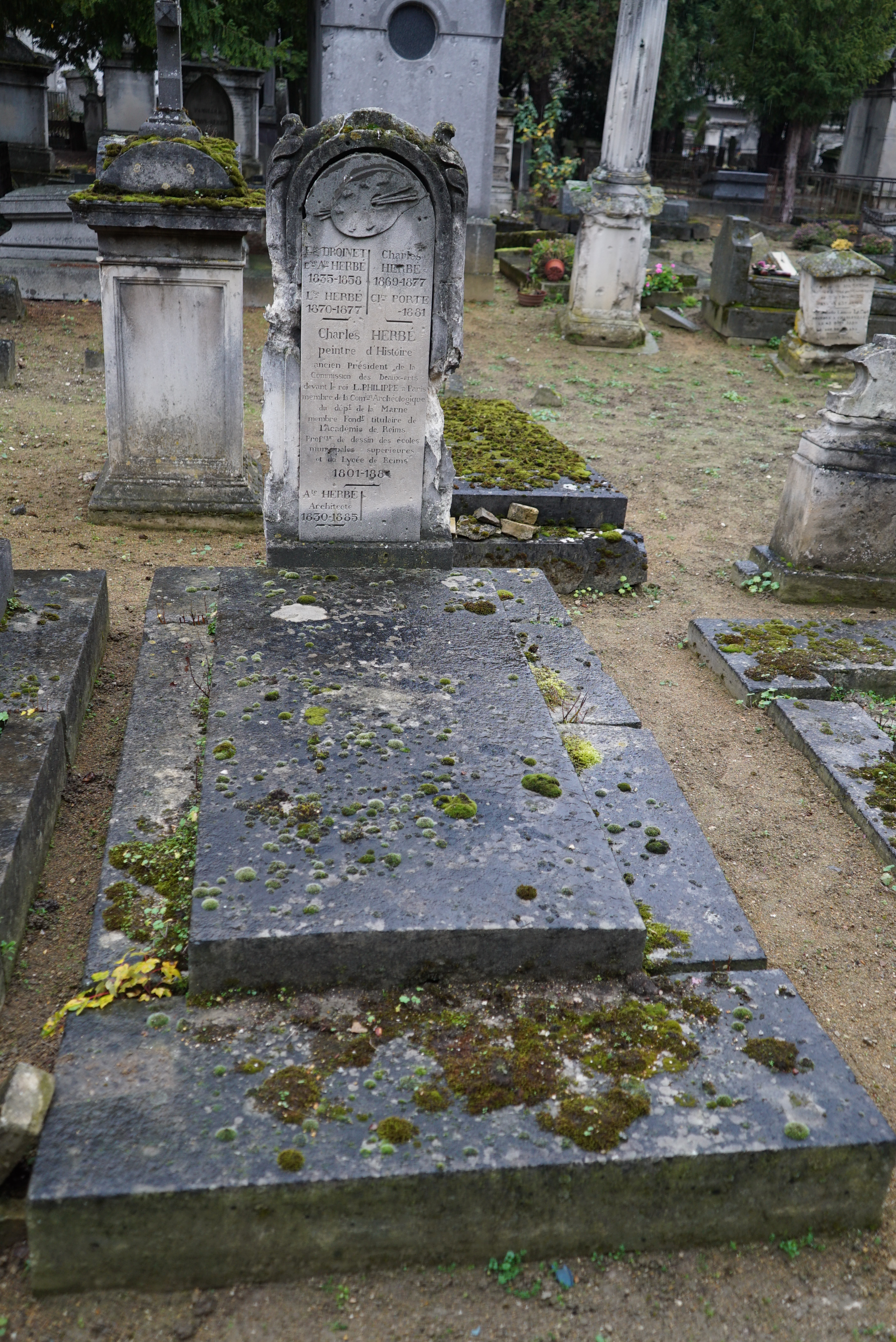
Tombe de Charles Auguste Herbé, Reims, cimetière du Nord.

La ville cherchait un professeur de dessin pour ses écoles et Herbé va alors se consacrer à une activité de dessinateur qu’il poursuivra jusqu’à la fin de sa vie.
De 1841 à 1871, il donnera des cours à l’école municipale et au lycée de Reims.
Mais il renonce pas à la peinture ; il abandonne les tableaux de grand format et les scènes d’histoire, et peint plus volontiers des scènes de genre, ainsi que de nombreux portraits.
Il est l'un des 19 membres fondateurs de l’Académie nationale de Reims en 1841.
À la fin de sa vie, Herbé ne quittait guère son atelier, poursuivant ses études et ses dessins. Il y recevait ses nombreux amis et ses élèves.
Il meurt à Reims le 30 septembre 1884 et est inhumé dans la même ville au cimetière du Nord, aux côtés de son père et de son grand-père. Il laisse un œuvre important mais difficilement répertorié car beaucoup de ses toiles ont été dispersées ou détruites.

## Publications
- Histoire des costumes en France, vers 1837-1838.
- Histoire des Beaux-Arts, avec des gravures sur acier d'Auguste Garnier d'après les dessins de Charles Auguste Herbé, 1840.

## Œuvres dans les collections publiques
- Reims :
  - musée des Beaux-Arts :
    - Autoportrait, huile sur toile[2] ;

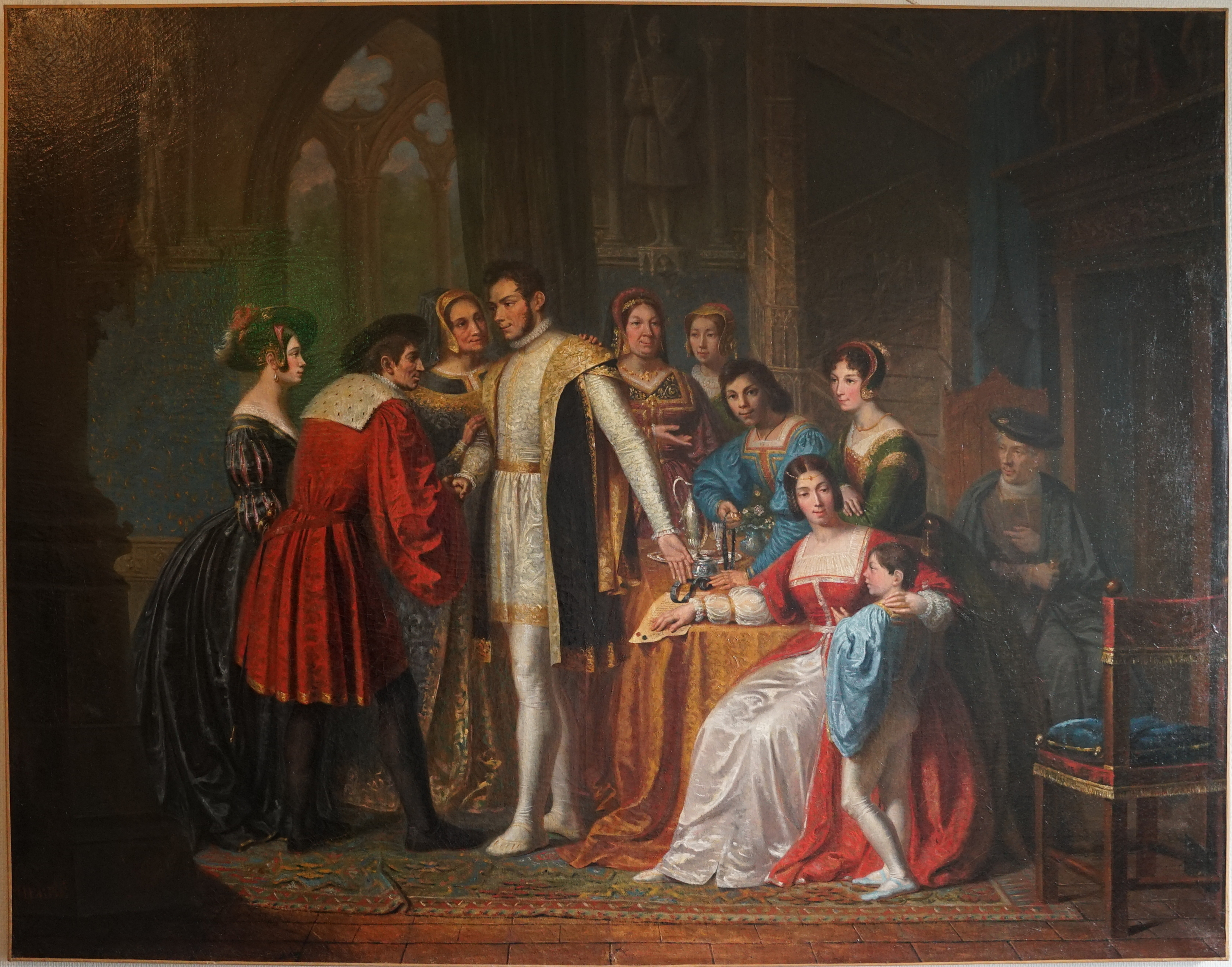
La Famille Houzeau-Muiron, Reims, musée-hôtel Le Vergeur.

    - L'Archevêque Thomas de Beaumetz devant Saint Louis, huile sur toile[3] ;
    - Moralité de Louis VIII, 1839, huile sur toile[4] ;
    - La Famille de Colbert, huile sur toile[5] ;
    - Colbert présenté à Louis XIV par Mazarin mourant, huile sur toile, œuvre détruite pendant la Première Guerre mondiale[3].

  - musée-hôtel Le Vergeur :
    - Colbert présenté à Louis XIV par Mazarin mourant, esquisse, huile sur toile[3] ;
    - La Famille Houzeau-Muiron.